# 韩晓东 (解放军)
韩晓东（1965年12月—），男，汉族，山东曹县人，中华人民共和国政治人物，中国共产党党员，第十三届全国人民代表大会解放军和武警部队代表。1986年8月加入中国人民解放军，1990年10月加入中国共产党，北京大学技术物理系应用化学专业毕业，大学学历，中国人民解放军空军中将军衔。现任中国人民解放军网络空间部队政治委员。

## 生平
历任中国人民解放军某基地助理工程师、工程师，站政治处主任、政治委员，中国人民解放军某基地政治委员，中国人民解放军总政治部组织部青年局局长，中国人民解放军总装备部某基地政治部主任。
2017年8月，任中国人民解放军河北省军区政治委员，同年12月，增补为中共河北省委常委。
2018年，被选为解放军和武警部队出席第十三届全国人民代表大会代表。同年4月，任中央军事委员会联合参谋部参谋长助理。2021年12月，出任中部战区空军政治委员，并晋升中将军衔。2024年4月，出任新组建的网络空间部队首任政治委员。